# 岸本淳希
岸本 淳希（きしもと じゅんき、1996年2月19日 - ）は、福井県鯖江市出身の元プロ野球選手（投手）。右投右打。

## 経歴

### プロ入り前
小学3年生から野球を始めると、鯖江市鯖江中学校時代には、控え投手兼一塁手として鯖江ボーイズでプレー。中学3年夏のジャイアンツカップで、準決勝進出を経験した。
進学した敦賀気比高等学校では、1年夏からベンチ入りした。秋にはエースの山本翔大に次ぐ柱として39回2/3を防御率2.04という好成績を記録し、県1位で12年ぶりの北信越大会優勝に貢献した。神宮大会では初戦の9回から登板したがタイブレークで7失点し鳥取城北高等学校に初戦敗退。2年春の選抜では8回1アウトから登板したが1回4失点を喫して初戦敗退した。秋にエースの座を獲得すると県大会優勝、北信越大会準優勝に貢献し、3年春の選抜では5試合に先発して4勝（2完投1完封）を挙げる活躍でチーム初のベスト4進出の原動力となった。夏は県大会準々決勝で敗退した。同学年に玉村祐典、喜多亮太、1つ年上に西川龍馬がいた。
2013年のNPB育成ドラフト会議で中日ドラゴンズから1巡目で指名され、育成選手として入団した。入団当初の背番号は、202。中日に育成ドラフト会議での指名選手が入団した事例は、2009年の矢地健人・赤田龍一郎以来4年振りであった。

### 中日時代
2014年は、ウエスタン・リーグ公式戦21試合に登板。シーズン後半にクローザーを任されると、チーム最多の6セーブ、防御率0.77を記録するとともに、「岸魔人」の異名を取った。
2015年は、ウエスタン・リーグ公式戦で、チーム最多の34試合に登板。2勝5敗、防御率5.71という成績を残した。
2016年は、3月29日から9月22日まで、四国アイランドリーグplusの香川オリーブガイナーズへ派遣。派遣期間中のリーグ戦では、3勝4敗11セーブ、防御率3.17を記録した。また、中日の育成選手として、ウエスタン・リーグ公式戦5試合に登板。勝敗なし、防御率1.80という成績だった。シーズンの終了後には、NPB球団の育成選手からただ1人、メキシコ合衆国で開催の第1回WBSC U-23ワールドカップに日本代表として出場。救援投手としてチームの優勝に貢献した。さらに、帰国後の11月16日に臨んだ契約交渉で、支配下登録選手として契約を結んだ。
2017年は、ウエスタン・リーグ公式戦22試合の登板で、1勝0敗、防御率3.75を記録した。しかし、一軍に昇格する機会のないまま、10月30日に球団から戦力外通告を受けた。12月2日付で、NPBから自由契約選手として公示。

### 中日退団後
NPB他球団での現役続行を希望していたため、2017年11月15日に開催されたMAZDA Zoom-Zoom スタジアム広島での12球団合同トライアウトに参加。対戦した4人の打者に対して1被安打2奪三振という結果を残したが、他球団からのオファーを受けるまでには至らなかった。
2018年からは、都市対抗野球大会での優勝と2年後のNPB復帰を目標に、社会人野球の日立製作所硬式野球部でプレーを続けたが、同年限りで退部した。
2019年からは、熊本の社会人チームである熊本ゴールデンラークスに所属した。
熊本ゴールデンラークスは2020年をもって活動を終了し、独立リーグ球団の火の国サラマンダーズに改組されたが、岸本はサラマンダーズには所属することなく退団した。

## 選手としての特徴
最速146km/h、常時130km/h台中盤から後半の伸びのあるストレートを軸に、120km/h前後から120km/h台の縦横2種類のスライダー、100km/h前後のカーブ、110km/h台から120km/h前後のシンカーを投げ分け、コンビネーションで抑えるスタイル。

## 詳細情報

### 年度別投手成績
- 一軍公式戦出場なし

### 独立リーグでの投手成績
| 年 度     | 球 団     | 防 御 率 | 登 板 | 勝 利 | 敗 戦 | セ 丨 ブ | 完 投 | 完 封 | 無 四 球 | 投 球 回 | 打 者 | 被 安 打 | 被 本 塁 打 | 奪 三 振 | 与 四 球 | 与 死 球 | 失 点 | 自 責 点 | 暴 投 | ボ 丨 ク |
| --------- | --------- | -------- | ----- | ----- | ----- | -------- | ----- | ----- | -------- | -------- | ----- | -------- | ----------- | -------- | -------- | -------- | ----- | -------- | ----- | -------- |
| 2016      | 香川      | 3.17     | 50    | 3     | 4     | 11       | 0     | 0     | 0        | 59.2     | 245   | 48       | 3           | 59       | 20       | 0        | 24    | 21       | 3     | 0        |
| 通算：1年 | 通算：1年 | 3.17     | 50    | 3     | 4     | 11       | 0     | 0     | 0        | 59.2     | 245   | 48       | 3           | 59       | 20       | 0        | 24    | 21       | 3     | 0        |

- 各年度の太字はリーグ最高

### 背番号
- 202 （2014年 - 2016年）
- 20 （2016年） ※香川オリーブガイナーズおよび、2016 WBSC U-23ワールドカップ日本代表で着用。
- 59 （2017年）

### 代表歴
- 2016 WBSC U-23ワールドカップ 日本代表